# Alanje (huyện)
Huyện Alanje là một huyện (distrito) thuộc tỉnh Chiriquí ở Panama. Theo điều tra dân số năm 2000, huyện này có dân số 15497 người. Huyện Alanje có diện tích 447 km2. Huyện lỵ đóng tại Alanje.